# Писаренок Андрій Володимирович
Андрі́й Володи́мирович Писаре́нок (8 листопада 1989 — 23 серпня 2014) — солдат Збройних сил України, учасник російсько-української війни.

## Життєпис
Народився 1989 року в селі Петрівка (Кіровоградська область). Закінчив Петрівську ЗОШ, почав працювати, займався селянським господарством.
З 4 липня 2014-го — доброволець, стрілець-помічник гранатометника, 24-й батальйон територіальної оборони «Айдар».
23 серпня 2014 року загинув у бою з російською ДРГ біля міста Сіверськодонецьк. Повідомлялося, що російські диверсанти готували теракт у Харкові. Тоді загинуло ще 6 вояків «Айдару»: Василь Андріюк, Володимир Бойко, Євген Гаркавенко, Андрій Корабльов, Оганес Петросян і Володимир Черноволов.
Без Андрія лишились у селі Губівка Компаніївського району дружина та два сини — 2010 р.н. і 2012 р.н., у Бобринці — мама Наталія Павлівна, батько Володимир Михайлович та молодша сестра Ганна.
Похований у місті Бобринець 28 серпня 2014-го.

## Нагороди та вшанування
За особисту мужність і героїзм, виявлені у захисті державного суверенітету та територіальної цілісності України, вірність військовій присязі під час російсько-української війни, відзначений — нагороджений
- орденом «За мужність» III ступеня (посмертно)
- Його портрет розміщений на меморіалі «Стіна пам'яті полеглих за Україну» в Києві: секція 3, ряд 6, місце 9
- Вшановується 23 серпня на щоденному ранковому церемоніалі вшанування українських захисників, які загинули цього дня в різні роки внаслідок російської збройної агресії[2]